# Ronde van de Middellandse Zee
De Ronde van de Middellandse Zee (Tour Méditerranéen) was een vijfdaagse wielerwedstrijd in Frankrijk.
De wedstrijd werd sinds 1974 jaarlijks begin of midden februari georganiseerd. Vanaf de eerste editie werd de wedstrijd 38 keer georganiseerd door de winnaar van de Ronde van Frankrijk van 1966, Lucien Aimar. Daarna nam Claude Escalon de organisatie over. De eerste vier jaar stond de wedstrijd bekend onder de naam Trophée meditarranées. Sinds 2005 maakt de ronde deel uit van het Europese continentale circuit van de UCI, de UCI Europe Tour. Het is een van de eerste belangrijke rittenkoersen van het wielerseizoen. Meestal valt de beslissing op de Mont Faron, een beklimming in de buurt van Toulon.
Vier Belgische renners schreven de koers op hun erelijst bij. In 1975 was Joseph Bruyère de eerste, gevolgd door Eddy Merckx (1977), Jan Nevens (1988) en Frank Vandenbroucke (1996). Drie Nederlanders wonnen de koers. In 1976 was Roy Schuiten de eerste. Gerrie Knetemann won de koers in 1978, 1980 en 1983 en is daarmee recordhouder. In 1987 noteerde Gerrit Solleveld de vijfde Nederlandse zege.
Michel Laurent, Phil Anderson en Davide Rebellin wonnen de koers elk tweemaal. Andere bekende namen op de erelijst zijn onder andere Tony Rominger, Charly Mottet, Davide Cassani, Gianni Bugno en Paolo Bettini.
In 2010 won Alejandro Valverde, maar op 31 mei van datzelfde jaar werd hij door het TAS wereldwijd voor 2 jaar geschorst, met terugwerkende kracht tot 1 januari 2010. Hierdoor is Rinaldo Nocentini eindwinnaar.
In 2012 zou de ronde niet verreden worden. De Franse wielerbond gaf aan dat niet kon worden voldaan aan de inschrijvingsvoorwaarden. Een beslissing van de UCI eind januari 2012 zorgde ervoor dat de wedstrijd toch werd verreden. In 2015 ging de wedstrijd niet door wegens financiële problemen van de organisatie. In 2016 keerde de koers terug onder een nieuwe naam met een iets andere opzet genaamd La Méditerranéenne.

## Lijst van winnaars

### Meervoudige winnaars
| Overwinningen | Renner           | Land      | Jaren              |
| ------------- | ---------------- | --------- | ------------------ |
| 3             | Gerrie Knetemann | Nederland | 1978 + 1980 + 1983 |
| 2             | Michel Laurent   | Frankrijk | 1979 + 1982        |
| 2             | Phil Anderson    | Australië | 1985 + 1991        |
| 2             | Davide Rebellin  | Italië    | 1999 + 2001        |

### Overwinningen per land
| Aantal | Land                                                |
| ------ | --------------------------------------------------- |
| 11     | Frankrijk                                           |
| 8      | Italië                                              |
| 5      | Nederland                                           |
| 4      | België                                              |
| 3      | Duitsland                                           |
| 2      | Zwitserland, Australië, Spanje, Verenigd Koninkrijk |
| 1      | Rusland, Zweden                                     |

1974 · 1975 · 1976 · 1977 · 1978 · 1979 · 1980 · 1981 · 1982 · 1983 · 1984 · 1985 · 1986 · 1987 · 1988 · 1989 · 1990 · 1991 · 1992 · 1993 · 1994 · 1995 · 1996 · 1997 · 1998 · 1999 · 2000 · 2001 · 2002 · 2003 · 2004 · 2005 · 2006 · 2007 · 2008 · 2009 · 2010 · 2011 · 2012 · 2013 · 2014